# Daugavpils
Daugavpils () je mesto z okoli 80.000 prebivalci na jugovzhodu Latvije na bregovih reke Zahodne Dvine (Daugave). Mestni predeli severno od reke pripadajo zgodovinski pokrajini Latgaliji, južno od nje pa Seloniji.
Je drugo največje latvijsko mesto za Rigo, od katere je oddaljeno okoli 230 kilometrov. Leži nedaleč od državne meje z Litvo (25 km) in z Belorusijo (33 km). Je regionalno industrijsko, kulturno in izobraževalno središče ter pomembno železniško križišče.
V času Republike obeh narodov je bilo mesto prestolnica Livonskega vojvodstva. Od druge svetovne vojne dalje je prebivalstvo večinsko rusko govoreče.

## Ime
Ime mesta Daugavpils je sestavljeno iz »Daugava«, latvijskega imena za Zahodno Dvino, in »pils« – »grad«. V času obstoja je mesto zamenjalo več imen: Dinaburg (do 1893), na kratko Borisoglebsk (1656–67) in Dvinsk (1893–1920).
Zgodovinska imena mesta v drugih jezikih so med drugim: nemško Dünaburg, poljsko Dyneburg, litovsko Daugpilis, estonsko Väinalinn, finsko Väinänlinna, belorusko Дзвінск (Dzvinsk) in rusko Двинcк (Dvinsk). Tudi v starejši knjižni slovenščini so ga imenovali po ruskem imenu kot Dvinsk.